# Melanostoma fasciatum
Melanostoma fasciatum är en tvåvingeart som först beskrevs av Macquart 1850.  Melanostoma fasciatum ingår i släktet gräsblomflugor, och familjen blomflugor. Inga underarter finns listade i Catalogue of Life.